# Езичкова тръба
Езичковите тръби са вид органови тръби, произвеждащи звук с помощта на вибриращо езиче. Характерният рязък звук на езичковата тръба се дължи на вибрации, произвеждани от метална пластина (езиче). Тя е разположена в долната част на тръбата е и фиксирана с дървен клин. След като премине оттам, въздушната струя продължава през резонатора. Тази част може да бъде с най-разнообразна форма, но при повечето регистри е конична, постепенно разширяваща се нагоре.
Тъй като металното езиче непрекъснато вибрира, то се изкривява или измества от първоначалната си позиция. Поради това езичковите тръби много бързо се разстройват. Заради това към езичето е прикрепено щимкрюке – метално лостче, чиято горна част излиза извън тръбата, за да бъде улеснено настройването.
Езичковите регистри могат да бъдат използвани солово (най-често в педала) или заедно с други регистри, като по този начин предава по-рязка и отчетлива звучност.

## Езичкови регистри
- vox humana
- регал
- дулциан
- бомбарда
- тромпет
- испански тромпет
- басон
- обой
- фагот
- кларинет
- хорна

## Съставни части
В най-общия случай флейтовата тръба се състои от следните компоненти:
1. конусовиден резонатор
2. щимкрюке
3. горна част
4. долна конусовидна част
5. свръзка
6. фиксиращ клин
7. биещо езиче
8. жлеб
9. отвор за въздух